# Jesús Gómez Gardeñes
Jesús Gómez Gardeñes (Zaragoza, 23 de diciembre de 1979) es un físico español, catedrático de Física de la Materia Condensada en la Universidad de Zaragoza (España). Es conocido por sus trabajos sobre sistemas complejos, en particular sobre la estructura y dinámica de redes complejas.

## Carrera académica
Gómez Gardeñes se doctoró en física por la Universidad de Zaragoza en España, con una tesis titulada Sistemas complejos: no linealidad y complejidad estructural en sistemas discretos y espacialmente extendidos. Tras finalizar su doctorado, realizó una investigación postdoctoral primero en la Scuola Superiore di Catania (Italia) en el grupo de Vito Latora, y luego en el grupo de Alex Arenas en la Universidad Rovira i Virgili (España). Tras su posdoctorado, se incorporó en 2009 a la Universidad Rey Juan Carlos de Madrid como profesor, antes de regresar en 2011 a su alma mater como becario Ramón y Cajal. Entre 2019 y 2022, Jesús Gómez Gardeñes fue profesor titular primero y, desde 2023, catedrático luego en Física de la Materia Condensada. Dirige el Grupo de Modelado Teórico y Aplicado (laboratorio GOTHAM) en el Instituto de Biocomputación y Física de Sistemas Complejos.
A julio de 2020, es autor de más de 120 artículos científicos publicados en revistas revisadas por pares. Su índice h es igual a 51 según Google Scholar. Su trabajo ha aparecido en muchos lugares, incluyendo ser destacado en la portada de revistas como Nature Human Behaviour (número de febrero de 2017) y Nature Physics (número de enero de 2018) para dos trabajos que fueron seleccionados entre los más relevantes publicados por la revista Nature durante los primeros 20 años de ciencia en red.

## Investigación
Tras un trabajo inicial en el campo de la física teórica de la materia condensada, las aportaciones científicas de Gómez Gardeñes se han centrado en la aplicación de métodos de física estadística al estudio de sistemas complejos, convirtiéndolo en uno de los principales contribuyentes en el área de estudio de la ciencia de redes. Dentro de este último, ha desarrollado varios enfoques para investigar la estructura y dinámica de las redes, en particular a las redes multidimensionales. Sus contribuciones abarcan una amplia gama de disciplinas que van desde la epidemiología matemática, la sincronización y las ciencias sociales.
Gómez Gardeñes es bien conocido por sus trabajos sobre la formulación matemática de modelos de metapoblaciones multiescala para integrar datos de interacción y movilidad humana en marcos epidemiológicos realistas. Más específicamente, ha estudiado la evolución espacio-temporal de las epidemias y la evaluación de las medidas de contención. Dicho método se ha aplicado para analizar la difusión de enfermedades endémicas como el dengue en Colombia, así como la difusión de enfermedades emergentes como COVID-19 en España y Colombia.
Dentro del dominio de las ciencias sociales, Gómez Gardeñes es conocido por sus estudios sobre teoría evolutiva de juegos y cooperación y, en particular, por el uso de herramientas científicas en red para analizar poblaciones humanas, desde las grandes ciudades a las pequeñas sociedades de cazadores-recolectores. Finalmente, también es conocido en el campo de la teoría de la sincronización donde ha introducido varios enfoques para caracterizar la transición hacia la coherencia dinámica en el modelo de Kuramoto. En particular, sus principales logros incluyen la identificación del mecanismo para obtener transiciones de sincronización explosivas en poblaciones de osciladores cuyas interacciones están codificadas como una red; y la generalización de la función de estabilidad maestra al caso de interacciones codificadas como redes multiplex.

## Premios y logros
En 2007, Gómez Gardeñes fue galardonado con el Premio Investigador Novel de la Real Sociedad Española de Física por sus trabajos sobre la estructura y dinámica de redes complejas.
Gómez Gardeñes ha sido investigador visitante en el Laboratorio Nacional de Los Álamos en Nuevo México (EE. UU.), Instituto de Ciencias Weizmann (Israel), profesor visitante distinguido del Consejo Nacional para el Desarrollo Científico y Tecnológico (CNPq) en Brasil y visitante distinguido de la Alianza de Física de las Universidades de Escocia (SUPA). En 2019, Gómez Gardeñes fue nombrado fellow del Institute for Computational Social Science de la Universidad de Kobe (Japón).
Es presidente y fundador de la Conferencia Latinoamericana de Redes Complejas (LANET), una conferencia internacional destinada a impulsar el campo de la ciencia de redes en la comunidad latinoamericana. Además, se desempeña desde 2013 como editor asociado del Journal of Complex Networks (Oxford University Press), y también como miembro del consejo editorial de Journal of Physics: Complexity, una revista científica publicada por el Institute of Physics.